# Katedralen i Sevilla

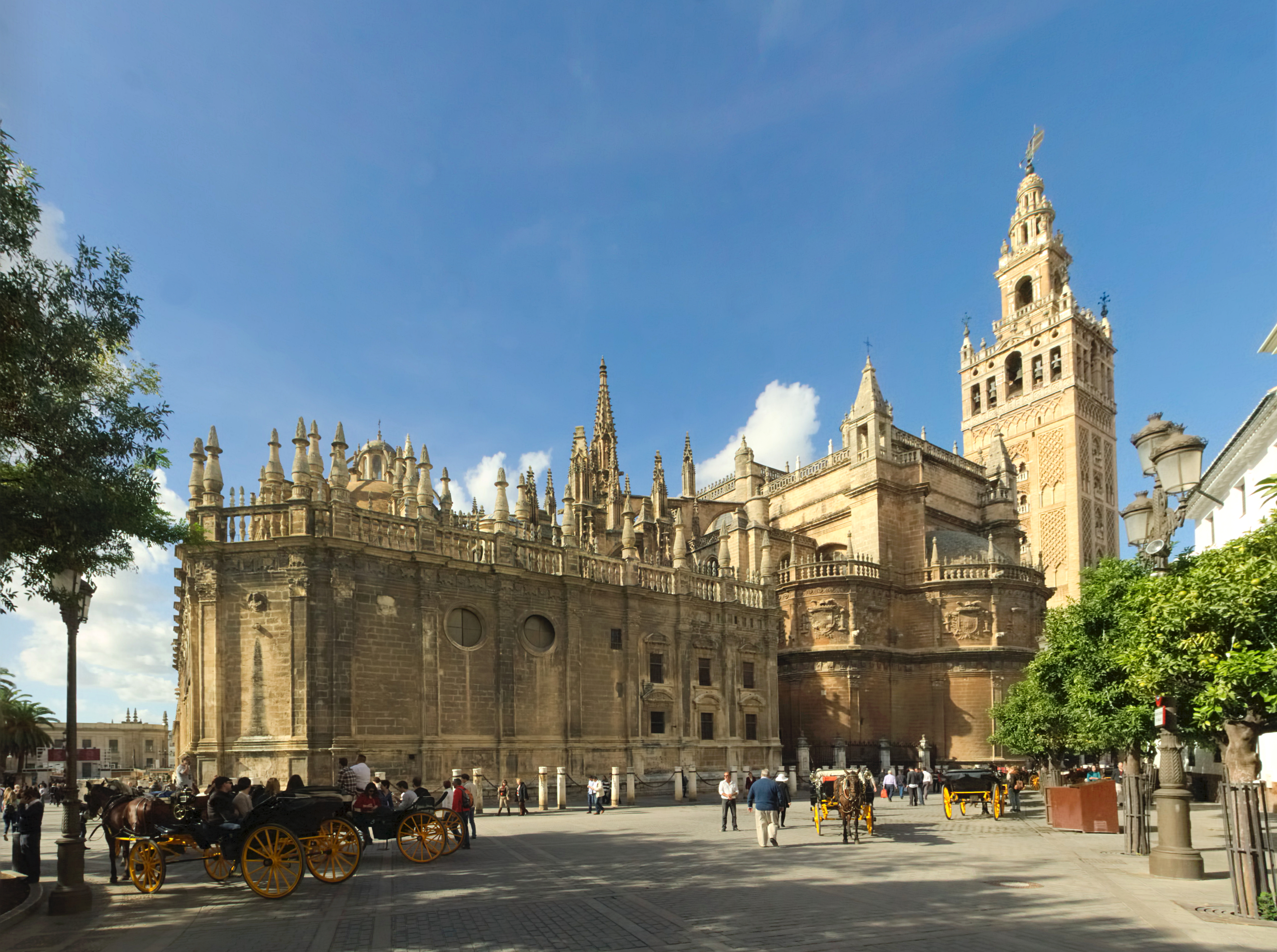
Katedralen i Sevilla

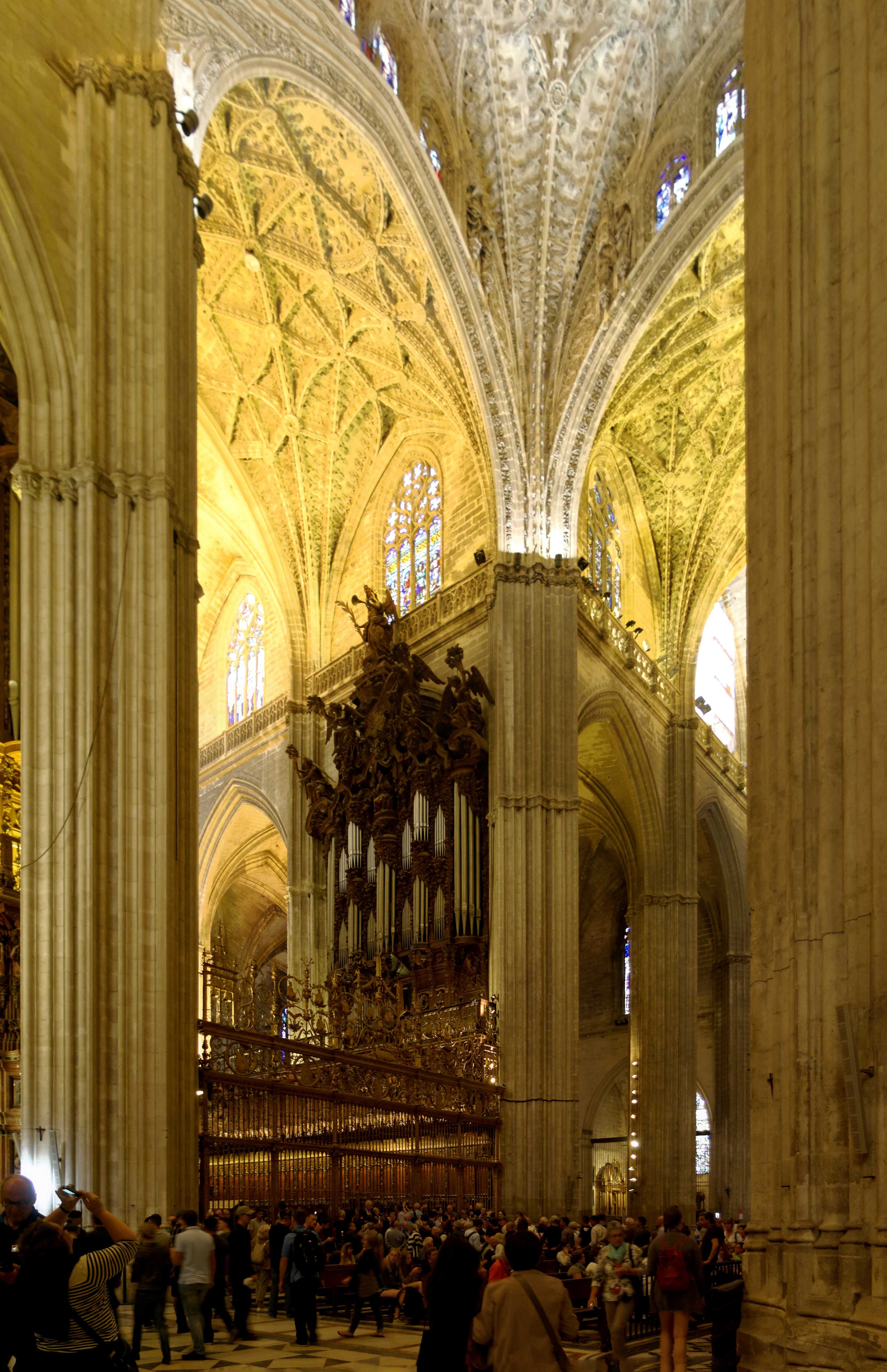
Inne i katedralen

Katedralen i Sevilla (formellt namn Catedral de Santa María de la Sede) är världens största romersk-katolska katedral (Peterskyrkan i Vatikanen är större, men det är en basilika och inte en katedral) med en altartavla som också anses vara världens största.
Katedralen i Sevilla började byggas 1402 och stod färdig i slutet av 1500-talet.
Till katedralen hör 1100-talstornet Giralda, som är den ombyggda minareten från moskén som låg här före katedralen. Katedralen gjordes till en kristen kyrka på 1200-talet. Mittskeppet har en höjd på 36 meter. Den höga tornspiran når 105 meter.
Christopher Columbus är begravd i katedralen. 
1987 utsågs katedralen till Världsarv av Unesco tillsammans med Archivo General de Indias, Giralda och Reales Alcázares i Sevilla.